# Zvláštní případ
Zvláštní případ (v originále Une étrange affaire) je francouzský hraný film z roku 1981, který režíroval Pierre Granier-Deferre podle románu Jeana-Marca Robertse Affaires étrangères. Snímek měl světovou premiéru 23. prosince 1981.

## Děj
Louis Coline pracuje v reklamním oddělení pařížského obchodního domu. Jednoho dne je oznámen plán restrukturalizace a převzetí skupiny obchodníkem Bertrandem Malairem. Malair se rozhodne Louise ve firmě udržet a dokonce ho povýšit na vedoucího reklamního oddělení. Stále invazivnější Bertrand se prosazuje i v Louisově soukromém životě. Louisova žena Nina cítí, jak Bertrand zaujal důležité místo v životě jejího manžela, má dojem, že se stává vedlejší postavou a nakonec ho opustí. Louis, který nepoznal vlastního otce, je zcela fascinován otcovským obrazem, který  v jeho očích představuje Bertrand. Také v den, kdy Bertrand odjede do zahraničí, aby se postaral o další záležitosti, se Louis cítí opuštěný a nemůže se dočkat jeho návratu.

## Obsazení
| Michel Piccoli       | Bertrand Malair                          |
| Gérard Lanvin        | Louis Coline                             |
| Nathalie Baye        | Nina Coline, jeho žena                   |
| Jean-Pierre Kalfon   | François Lingre                          |
| Jean-François Balmer | Paul Belais                              |
| Pierre Michaël       | Gérard Doutre                            |
| Madeleine Cheminat   | Yvette, Louisova babička                 |
| Victor Garrivier     | Robert, otec Niny                        |
| Dominique Blanchar   | Louisova matka                           |
| André Chaumeau       | muž na baru                              |
| Jacques Boudet       | pan Blain, vedoucí personálního oddělení |
| Ariane Lartéguy      | Salomé                                   |
| Nicolas Vogel        | René                                     |
| Dominique Zardi      | Gruault, vedoucí právního oddělení       |
| Humbert Balsan       | Jean-Loup                                |
| Suzy Rambaud         | slečna Pré                               |
| Kathy Kriegel        | Véronique                                |
| Sophie Deschamps     | Sophie                                   |
| Christian Pereira    | Étienne                                  |

## Ocenění
- Cena Louise Delluca
- Filmový festival v Berlíně: Stříbrný medvěd pro nejlepšího herce (Michel Piccoli)
- César: nejlepší herečka ve vedlejší roli (Nathalie Baye)
- Cena Jeana Gabina: Gérard Lanvin